# Comat Auto
Comat Auto este o companie din România care comercializează piese auto.
Firma Comat Auto a fost înființată în anul 1973, obiectul principal de activitate fiind atunci comercializarea de piese auto.
Din anul 1994, compania și-a extins gama de servicii cu închirierea de spații și prestarea de servicii către firmele de comisionare în vamă.
Auto Cobălcescu controlează 56,48% dintre titlurile companiei, în timp ce SIF Muntenia are o participație de 16,9%.
Comat Auto face parte din Castrum Grup, care controlează și firmele Castrum Corporation, Castrum Electric, Econsult, Metecom, Vastex, Saturn, SAS Grup și Auto Cobălcescu.
Compania operează depozite cu o suprafață totală de 19.800 de metri pătrați.
Cifra de afaceri:
- 2006: 6,3 milioane lei (1,7 milioane euro)[2]
- 2005: 5,7 milioane lei[2]